# نيكولاس فيليسي
نيكولاس فيليسي (بالإنجليزية: Nicholas Felice)‏ هو سياسي أمريكي، ولد في 5 فبراير 1927. حزبياً، نشط في الحزب الجمهوري. وقد انتخب عضو جمعية نيوجيرسي العامة.